# Amanda Michalka

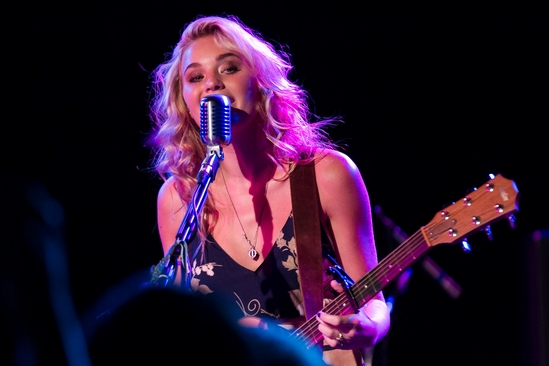
AJ live in der Roxy im Juni 2013 mit ihrer Band 78Violet

Amanda Joy Michalka (* 10. April 1991 in Torrance, Kalifornien), auch AJ genannt, ist eine US-amerikanische Schauspielerin, Sängerin und Instrumentalistin. Besonders bekannt ist sie als eine Hälfte des Duos Aly & AJ, die andere Hälfte des Duos ist ihre ältere Schwester Alyson Michalka.

## Leben
Michalka wuchs in Seattle, Washington und Süd-Kalifornien zusammen mit ihrer Schwester Alyson Michalka, auf. Ihre Mutter Carrie spielt in einer christlichen Band. Seit ihrem 5. Lebensjahr spielt sie Klavier und seit ihrer frühen Jugend Gitarre. Sie ist eine strenggläubige Christin.

## Karriere
Im März 2006 gab sie zusammen mit ihrer Schwester in dem Disney-Film Partygirls auf Mission ihr Schauspieldebüt. Des Weiteren spielte sie in dem MTV-Film Super Sweet 16: The Movie. Im Jahr 2009 hatte sie eine Nebenrolle in Peter Jacksons Film In meinem Himmel.
Michalka und ihre Schwester bilden zusammen das Pop-Duo 78violet (ehemals Aly & AJ). Im August 2005 kam in Amerika das Album Into the Rush auf den Markt, im September 2006 Acoustic Hearts of Winter und im Juli 2007 Insomniatic.
Außerdem sangen die Schwestern den Titelsong No One zum Kinofilm Die Eisprinzessin.
Von November bis Dezember 2024 nahm Michalka als Strawberry Shortcake an der zwölften Staffel der US-amerikanischen Version von The Masked Singer teil, in der sie den dritten Platz erreichte.

## Filmografie

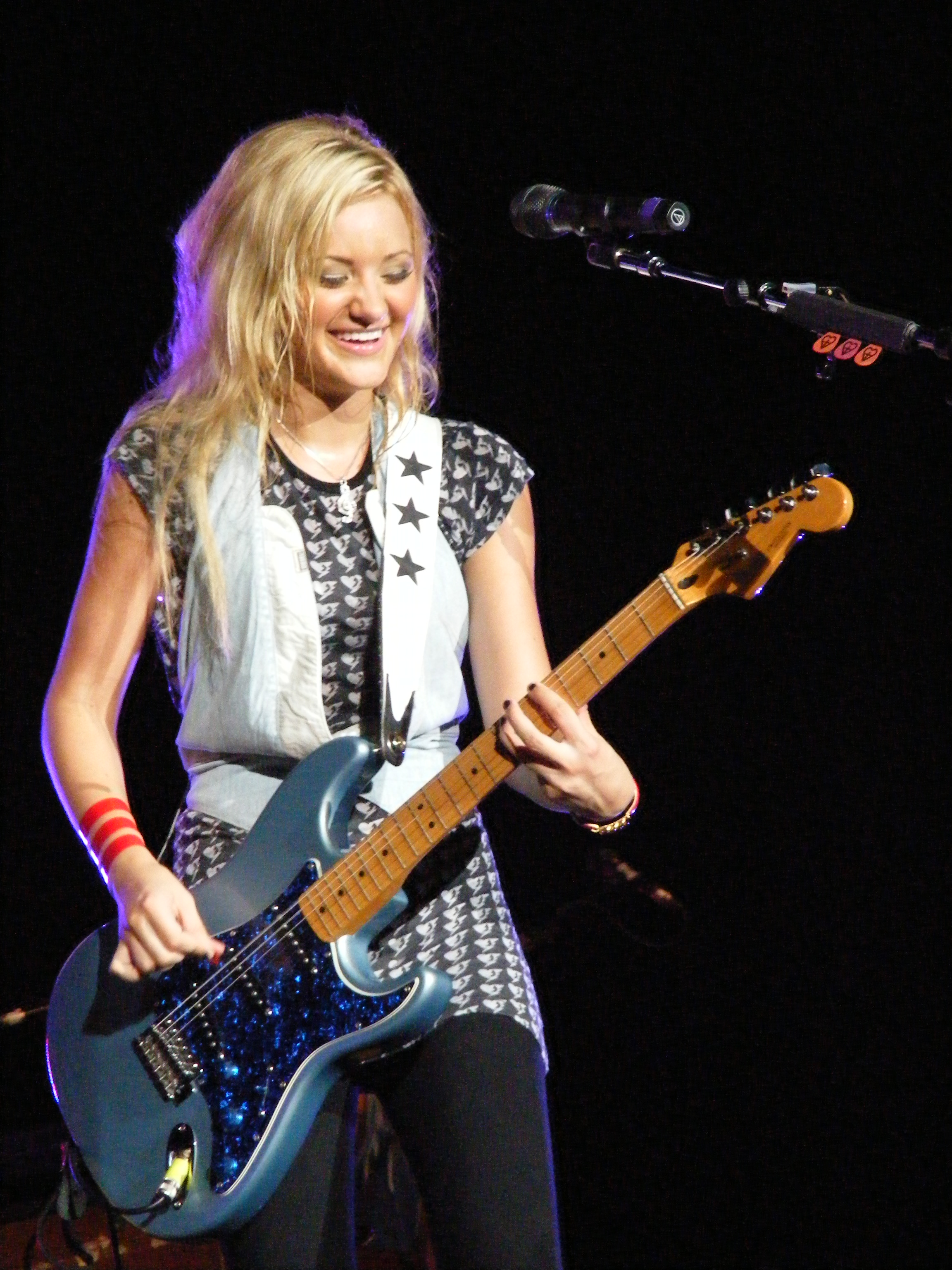
Amanda Michalka bei einem Konzertauftritt im August 2007

- 2002: Passions (Fernsehserie, Folge 1x722)
- 2002: Birds of Prey (Fernsehserie, 2 Folgen)
- 2002–2004: The Guardian – Retter mit Herz (The Guardian, Fernsehserie, 14 Folgen)
- 2003–2004: Oliver Beene (Fernsehserie, 9 Folgen)
- 2004: General Hospital (Fernsehserie, 3 Folgen)
- 2004: Six Feet Under – Gestorben wird immer (Six Feet Under, Fernsehserie, Folge 4x03 Parallel Play)
- 2005: Kitty’s Dish (Fernsehfilm)
- 2006: Partygirls auf Mission (Cow Belles, Fernsehfilm)
- 2007: Super Sweet 16: The Movie (Fernsehfilm)
- 2009: In meinem Himmel (The Lovely Bones)
- 2010: Slow Moe
- 2010: Secretariat – Ein Pferd wird zur Legende (Secretariat)
- 2011: Super 8
- 2011: Hellcats (Fernsehserie, 3 Folgen)
- 2011: Salem Falls (Fernsehfilm)
- 2012: Gotten (Kurzfilm)
- 2013: Grace Unplugged (Fernsehfilm)
- 2014: Angels in Stardust
- 2014: Motive (Fernsehserie, Folge 2x05 Dead End)
- 2014: Expecting Amish (Fernsehfilm)
- 2014–2023: The Goldbergs (Fernsehserie)
- 2015–2019: Steven Universe (Fernsehserie, Stimme)
- 2015: Weepah Way for Now
- 2017: Apple of My Eye
- 2017: Dirty Lies
- 2018: Support the Girls
- 2018–2020: She-Ra und die Rebellen-Prinzessinnen (She-Ra and the Princesses of Power, Zeichentrickserie, Sprechrolle, 47 Folgen)
- 2019–2020: Schooled (Fernsehserie, 34 Folgen)
- 2022: The Good Doctor (Fernsehserie, Folge 5x09 Yippee Ki-Yay)
- 2022: Ray Donovan: The Movie (Fernsehfilm)